# Bayerische Eisenbahnsignale

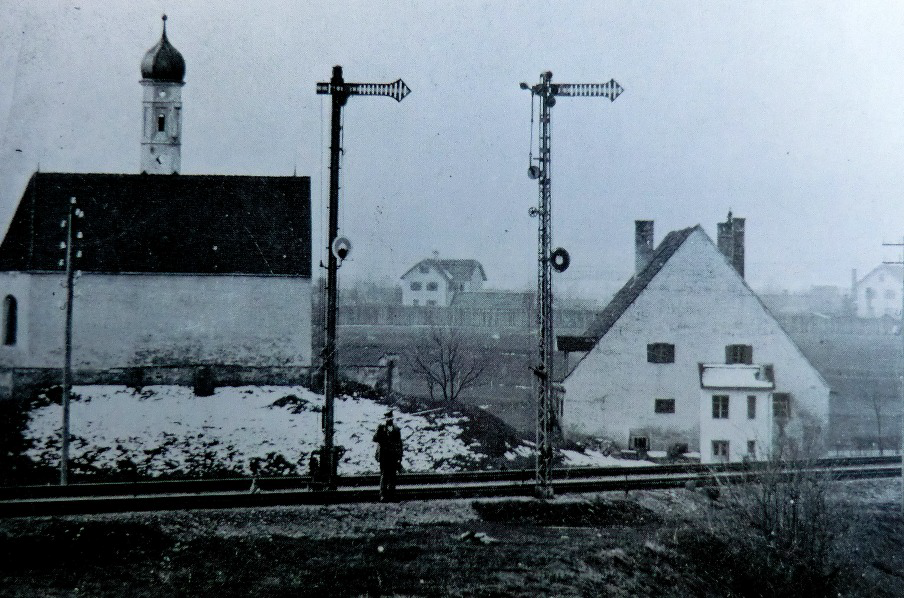
Einfahrsignale des Bahnhofs Weilheim (um 1900)

Die Bayerischen Eisenbahnsignale waren eigene Eisenbahnsignale der Königlich Bayerischen Staatseisenbahnen (K.Bay.Sts.B.). Nach der Eingliederung der bayerischen Eisenbahnen in die Deutsche Reichsbahn wurden sie sukzessive durch Signale der Einheitsbauarten ersetzt. Bayerische Hauptsignale waren bei der Deutschen Bahn bis zum Jahr 2002 in Betrieb, bayerische Weichensignale sogar noch länger.

## Vorsignal

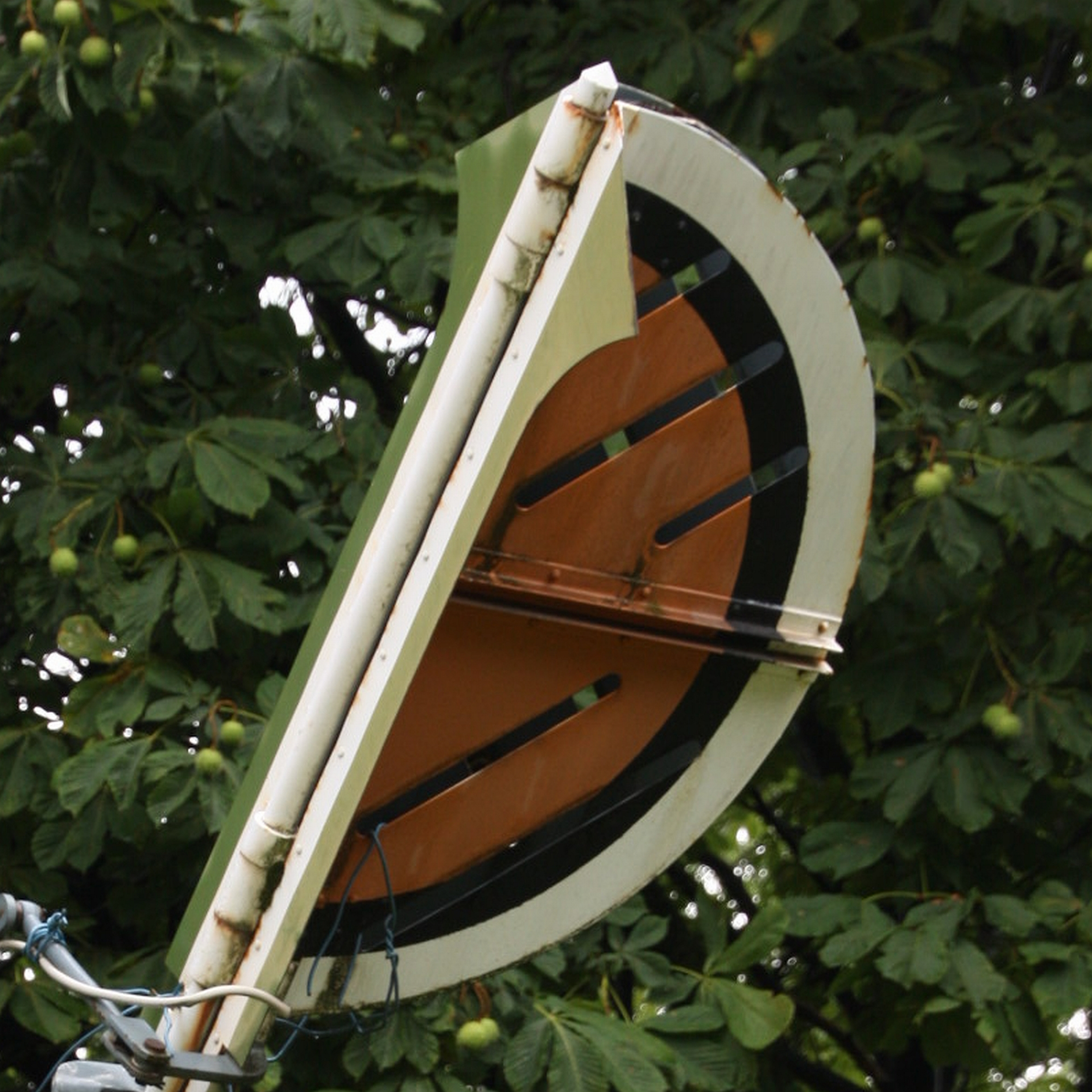
Scheibe des bayerischen Vorsignals in Stellung Fahrt frei erwarten

Im Bereich der ehemaligen K.Bay.Sts.B. wurde auch nach der Vereinheitlichung der Reichsbahn 1924 bis Mitte der 1960er Jahre das bayerische Formvorsignal verwendet.
Das Bild rechts zeigt das bayerische Vorsignal. In der Warnstellung zeigt es eine runde Scheibe. Die Scheibe besaß in der Mitte einen diagonal angeordneten Klappmechanismus. Beim Wechsel von der Warnstellung (Vr 0) in die Fahrtstellung (Vr 101 oder 102) klappten die beiden Scheibenhälften nach hinten um, so dass an ihrer Stelle ein nach rechts aufwärts weisender Signalflügel erschien. Da diese Mechanik an die Flügelschläge eines Schmetterlings erinnerte, wurde das bayerische Vorsignal „Schmetterlingssignal“ genannt. Die Scheibe war bis 1922 grün mit weißem Rand und weißem Punkt in der Mitte, danach orange mit weißem Rand. Der Signalflügel sowie der Signalmast waren bis 1922 ebenfalls grün-weiß, danach rot-weiß.
Ein Vorteil gegenüber dem Einheitsvorsignal der Reichsbahn war, dass es in jeder Stellung einen deutlich sichtbaren Signalbegriff anzeigte. Deswegen bedurfte es keiner Vorsignaltafel. Diese wurde erst ab 1936 zögerlich durch die Reichsbahn nachgerüstet. Nach dem Zweiten Weltkrieg konnten aber immer noch Vorsignale ohne Vorsignaltafel in Bayern gefunden werden.
Das bayerische Formvorsignal konnte aufgrund seiner Bauweise auch am Mast eines Formhauptsignals angebracht sein, so dass beispielsweise die Kombination „Langsamfahrt, Fahrt oder Langsamfahrt erwarten“ (Hp 2, Vr 102) am selben Mast mit drei Signalflügeln angezeigt wurde. In diesem Falle wurde die Farbblende des Vorsignales mechanisch beim Halt-Begriff des Hauptsignales blockiert, vereinzelt sogar die Mechanik der Flügelscheibe.
Das Nachtzeichen des bayerischen Vorsignals entsprach ab 1922 dem von Vr 0 und Vr 1. Bis 1922 wurde in Warnstellung nachts ein grünes Licht gezeigt, bei Fahrtstellung wurde die grüne Blende weggeklappt und es erschien ein weißes Signallicht. Interessant ist auch, dass das bayerische Vorsignal nur zwei Signalbilder kannte. Warnstellung bedeutete immer Halt erwarten. Auch wurde anfangs nur ein Vorsignal aufgestellt, wenn das Hauptsignal nicht innerhalb des Bremswegs eingesehen werden konnte.

## Hauptsignal

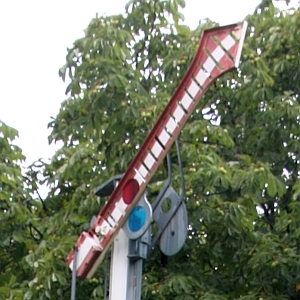
Flügel eines einflügeligen bayerischen Hauptsignals

Die bayerischen Hauptsignale unterschieden sich von den Signalen nach Reichsbahnbauart durch die Form der Signalflügel. Bei Reichsbahnsignalen ist die Spitze des Signalflügels kreisförmig, bei den bayerischen Signalen dagegen rautenförmig (vgl. Abbildung).
Auch der zweite Flügel hatte eine etwas andere Form. Die runde Scheibe am Ende war etwas zum Mast verschoben, sodass der übrige Flügelumriss am Ende etwas über die Scheibe ragte. Als Vorgänger des zweiten Flügels wurde die Langsamfahrscheibe verwendet, welche nach Bedarf zur Seite hin weggeklappt wurde (bis etwa 1880 runde Scheibe in grün/weiß).
Die Signalflügel gab es in zwei Ausführungen: als durchbrochener, gitterartiger Flügel oder komplett aus Blech in Email.
Der Mast war aus zwei Eisenprofilen (Zoreseisen) gefertigt, wobei die Tritteisen parallel zum Gleis eingebaut waren.
Die Farbgebung des Nachtsignals war bis 1922 ähnlich exotisch, wie beim Vorsignal:
- Freie Fahrt: weißes Licht
- Langsamfahrt: weißes Licht, darunter ein grünes Licht
- Halt: rotes Licht

In der Ursprungsausführung war die Farbscheibe für das Nachtzeichen des Haltbegriffs mittig im Signalflügel angeordnet.
Fahrt frei wurde dem Zuge entgegen durch grünes Licht (seit 1876) der Signallaterne – bei mehrflügeligen Signalen die oberste Laterne angezeigt. Von 1893 bis ca. 1922 wurde ein weißes Licht verwendet.
Fahrt frei in ein abzweigendes Gleis wurde beim zweiflügeligen Hauptsignal von 1893 bis 1922 durch ein weißes und senkrecht darunter ein grünes Licht angezeigt. Ab 1948 wurde die grüne Farbscheibe der Blendeneinrichtung des zweiten Flügels gegen eine gelbe getauscht.
Teilweise waren die Flügel an der Spitze nach hinten gebogen, das sollte eine nächtliche Beleuchtung durch die Signallaterne ermöglichen.
Während der Umstellung zwischen 1922 und 1936 bestand das Nachtzeichen des Langsamfahrbegriffs aus zwei grünen Lichtpunkten.

## Ruhesignal
Das bayerische Ruhesignal ist ein bayerisches Hauptsignal mit einem zusätzlichen Signalbild, welches Ruhe signalisiert. Es wurde in Bayern von 1893 bis 1975 verwendet. Es war das letzte Signal aus der Länderbahnzeit, das im Signalbuch der Deutschen Bundesbahn enthalten war.
Es handelt sich um ein ein- oder zweiflügeliges Formsignal, das die Funktion eines Ausfahrsignals übernimmt und dieses um einen zusätzlichen Signalbegriff Ruhe (HpRu) ergänzt. Der Begriff Ruhe beschreibt, dass der Zugverkehr auf dem zugeordneten Gleis ruht, Rangierfahrten aber erlaubt sind. Wurde der Flügel in Grundstellung gebracht (Halt), so war das zugehörige Gleis unverzüglich zu räumen. Der Signalbegriff Ruhe wurde durch einen nach unten zeigenden Signalflügel angezeigt, bei Dunkelheit durch ein blau abgeblendetes Licht. Die Deutsche Reichsbahn kennzeichnete das Signal durch eine zusätzliche Tafel mit der Aufschrift Ru, um es von einem normalen Hauptsignal unterscheiden zu können. Die Signalflügel des Ruhesignals entsprachen in minimal anderen Maßen denen der bayerischen Hauptsignale.
Während der Entstehung gab es oft für jeden Bahnhofskopf ein eigenes Wärterstellwerk, bzw. es existierten Handweichenbezirke, die von Außenweichenwärtern bedient wurden. Mit dem Signalbegriff Ruhe wurde den Weichenposten und Rangiereinheiten signalisiert, dass sie auf dem zugeordneten Gleis „tun und lassen können, was sie wollen“. Jedoch durften dabei keine Gleise berührt werden, bei denen das zugehörige Signal einen anderen Begriff zeigt.

## Gleissperrsignal
Das bayerische Gleissperrsignal ist sozusagen „die Mutter aller Sperrsignale“.
Die runde Signallaterne hat zum Zug hin eine weiße runde Milchglasscheibe, welche in der Mitte einen schwarzen waagrechten Balken hat. Entgegen der späteren Reichsbahneinheitsbauart wurde damals nicht der schwarze Balken verdreht, sondern die gesamte Laterne auf dem Fundament um 90° gedreht, so dass der Triebfahrzeugführer die Seite der Laterne zu Gesicht bekam. Die Seite der Signallaterne hatte ein fast quadratisches Milchglasfenster. In der Nacht wurde der Signalkörper von innen beleuchtet.

## Perronsignal
Perronsignale wurden von den Königlich Bayerischen Staatseisenbahnen ca. 1876 eingeführt und bis ca. 1900 eingesetzt, bis sie von den neuen Ein- und Ausfahrtsignalen abgelöst wurden. Den Namen bekam das Signal, weil es direkt am Hausbahnsteig (zu der Zeit auch „Perron“ genannt) vor dem Stationsgebäude oder Bahnhofsgebäude mittig aufgestellt wurde. Die Züge mussten nicht direkt am Signal anhalten.
Anfangs gab es nur zwei Signalbegriffe:
HALT = waagerechter Signalflügel (Tag). Rotes Licht (Nachtzeichen)
Durchfahrt erlaubt = 45° schräg nach oben zeigender Signalflügel (Tag). Grünes Licht (Nachtzeichen).
Ab 1893 wurde das Signalbild Ruhe Halt eingeführt. Bedeutung: Zugverkehr ruht, Rangierfahrten erlaubt. Senkrecht hängender Signalflügel (Tag). Blaues Licht (Nachtzeichen).
Signalflügelausführung: Löffelförmiger Signalarm, Farbe Rot mit weißem Endstück, im Gegensatz zum normalen Hauptsignal, das die Farben Rot mit weißen Mittellängsstreifen und einem rautenförmigen Kopf hatte. Beide Flügelbauarten hatten senkrechte Schlitze, um die Windkräfte zu reduzieren. Das Material war lackiertes Blech mit Rahmen. Spätere Signalflügel der K.Bay.Sts.B. wurden ohne Schlitze ausgeführt und emailliert.
Perronsignale gab es mit einem und zwei Flügeln. Die zweiflügelige Ausführung galt für beide Fahrtrichtungen, maßgebend war der jeweils nach rechts zeigende Flügel.